# Scripps Networks Interactive
Scripps Networks Interactive – amerykańska korporacja medialna specjalizująca się w programach typu lifestyle, poruszających tematykę kulinarną, podróżniczą czy związaną z nieruchomościami. W Polsce była najbardziej znana jako właściciel Travel Channel, Food Network, HGTV i TVN. Koncern był producentem m.in. HGTV, Food Network, DIY Network, Cooking Channel, Fine Living i Asian Food Channel. Produkty SNI docierają do ponad 220 mln abonentów w 180 krajach w Europie, na Bliskim Wschodzie, w Afryce, w regionie Azji i Pacyfiku, w Ameryce Południowej i na Karaibach. Jej wartość była szacowana na ok. 11 mld dolarów.
W 1994 roku Scripps nabyło Cinetel Productions z siedzibą w Knoxville, z przeznaczeniem na bazę produkcyjną dla nowej, domowej sieci kablowej zorientowanej na styl życia, która w grudniu została uruchomiona jako HGTV. Scripps później nabył udziały w Food Network i uruchomił spin-off HGTV znany jako DIY Network.
1 lipca 2008 r. firma Scripps opracowała swoje sieci kablowe i usługi online jako nową, publiczną spółkę o nazwie Scripps Networks Interactive. Podział został przeprowadzony w celu zmniejszenia obciążeń finansowych nadawców telewizyjnych Scripps i drukowania aktywów na dochodowych właściwościach sieci kablowych.
16 marca 2015 roku Grupa ITI i Grupa Canal+ sprzedała większościowy udział 52,7% w TVN S.A. za 584 mln euro grupie Scripps Networks Interactive. Dzięki transakcji amerykański koncern stał się właścicielem TVN, jednej z największych komercyjnych stacji telewizyjnych w Polsce i jednocześnie właścicielem 32% udziałów w platformie cyfrowej nc+. 28 sierpnia 2015 roku Scripps Networks Interactive za pośrednictwem spółki zależnej Southbank Media skupił od inwestorów z Giełdy Papierów Wartościowych niemal wszystkie akcje TVN, zwiększając swój udział w TVN S.A. do 98,76 procent. 28 września 2015 roku Scripps Networks Interactive skupił wszystkie pozostałe akcje TVN, zostając tym samym właścicielem pełnych 100 procent akcji TVN. 31 lipca 2017 roku firma Discovery Communications ogłosiła, że kupi Scripps Networks Interactive za 14,6 miliarda dolarów w ramach transakcji gotówkowej i akcyjnej. 6 lutego 2018 roku Komisja Europejska wydała warunkową zgodę na tę transakcję oraz odrzuciła wniosek Polski, aby decyzję w tej sprawie podjął krajowy Urząd Ochrony Konkurencji i Konsumentów. Warunkiem, jaki postawiła Komisja Europejska, jest udostępnianie przez Discovery Communications operatorom telewizyjnym stacji telewizyjnych TVN24 i TVN24 BiS za „rozsądną cenę”. 26 lutego 2018 roku Departament Sprawiedliwości Stanów Zjednoczonych zakończył postępowanie dotyczące kupna Scripps Networks Interactive przez Discovery Communications i nie zgłosił zastrzeżeń do tej transakcji. 6 marca 2018 roku Discovery Communication poinformowało o zakończeniu transakcji i tym samym przejęciu firmy Scripps Networks Interactive. Firma ogłosiła też, że będzie działać pod nazwą Discovery, a do rady nadzorczej dołączył prezes i CEO Scripps Networks Interactive Kenneth W. Lowe.